# 集市广场 (海德堡)

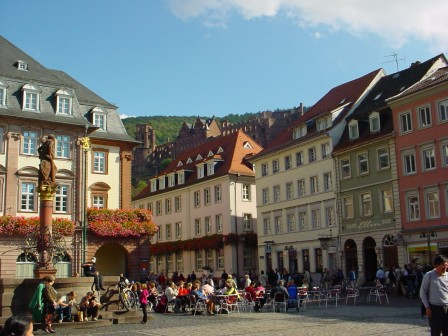
从圣灵教堂看集市广场，左侧是市政厅，背景是海德堡城堡

集市广场（德語：Marktplatz）是德国城市海德堡老城的中心广场。
集市广场是海德堡最古老的部分，因集市位于此处而得名。其南北两侧是联排房屋，东侧是市政廳，西側有聖靈教堂。
在广场中央，是赫拉克勒斯喷泉，建于1705年至1709年，反映了在大同盟战争的破坏后进行重建的巨大努力。 
集市广场曾用作停车场，不过现在已经辟为步行区。在冬季，集市广场经常作为海德堡圣诞集市的场地。另一个场地是大學廣場。